# 岸信介
岸信介（日语：／ Kishi Nobusuke，1896年11月13日—1987年8月7日），旧姓佐藤，日本政治人物，山口縣吉敷郡山口町（今山口縣山口市）人，曾擔任外務大臣（外相）、內閣總理大臣（首相）、自由民主黨總裁，有「昭和的妖怪」（昭和の妖怪）、「滿洲的妖怪」（満州の妖怪）之稱。
岸信介1917年畢業於東京帝國大學法學部，同年，進入農商省，在該省文書科、臨時產業局等處任事務官。1925年後歷任商工省工務、文書和統計科長，1935年升為工務局長。曾任满洲国實業部總務司司長、產業部次長和總務廳次長等職。同關東軍參謀長東條英機、滿洲國總務廳長星野直樹、滿鐵總裁松岡洋右、滿洲重工業開發株式會社會長鯰川義介四人，並稱為「滿洲五巨頭」。岸信介后于1942年出任东条英机内阁商工大臣，并于在昭和天皇的對美宣戰詔書上副署。
1945年日本二战投降后，岸信介因其在满洲国的剥削政策及参与东条英机内阁职务，曾被由美国主导的駐日盟軍總司令部（GHQ）列为“甲级战犯”嫌疑人监禁三年，但最终GHQ并未对其起訴，因此並無审判而将其释放；當時以苏联为代表的共产主义势力蔓延遠東，並與西方世界拉开了冷战序幕；日本则理所当然地成為围堵赤化意识形态的最前线，因岸信介强烈的亲美與反共倾向，美国政府将其视为适合领导战后日本的人选。
岸信介在美國的支持下鞏固右翼保守派陣營，以抵禦日本社會黨的左翼思潮蔓延。他在1955年聯合其他保守主義黨派合并為自由民主黨，是55年體制的締造者，使保守派在接下來的三十年中穩居日本政壇第一大黨的位置。在1957年至1960年，岸信介擔任首相期間，日本政府簽署《美日安保條約》，後因其應對示威運動時失當，黯然辭職下臺。

## 早年生活及其經歷
岸信介1896年生于山口县。
岸信介為製酒業者佐藤秀助、佐藤茂世夫婦之子，其父原名「岸秀助」，由於秀助是被佐藤家招贅的婿養子，改姓佐藤，即「佐藤秀助」。
秀助與茂世生了三個兒子，長子名為佐藤市郎，是日軍將領，官拜日本海軍中將。第二子佐藤信介在中學畢業時因過繼其父本家而改姓「岸」，即岸信介，曾任總理大臣（首相）。第三子佐藤榮作亦曾為總理大臣。岸信介是安倍晉三的外祖父，安倍晉三則在平成与令和年間兩度擔任總理大臣。岸信介、佐藤榮作、安倍晋三，有「一家三宰相」、「一門三首相」的美稱。
岸信介在中學時期就讀於东京第一高等學校，為日本當時最富盛名的高校之一。后就讀於日本東京帝國大學法學系，于1920年以法學系第一名的成績畢業，創下了該校高分的歷史記錄。在大學期間，岸信介成爲日本知名右翼學者上杉信吉的門生，并在後者的指導下學習德國大陸法系，相比於同時期傾向學習英美海洋法的同儕，岸信介更認可德國式的國家主義法學。岸信介完成學業后，進入農商省就職，這算是比較特別的選擇；因在當時，最優秀的同僚一般會尋求内政部所賜予的一官半職，如被任命為县知事之類。岸信介的指導教授在得知前者欲進入商工省后，甚至批評他選擇了一條埋沒自己的道路。然而岸始終對行政工作興致乏乏，更傾向直接參與國家經濟發展。
1926年至1927年，岸信介周游世界，訪學美国、德国和苏联等国家的工業政策。此次經歷除使岸對蘇聯“五年規劃”的計劃主義經濟深表認同外，美國經濟學者弗雷德里克·泰勒的劳工管理论、德國卡特爾及技術工程師在德國的崇高地位，也爲其留下了深刻的印象。上述經歷直接影響了岸的經濟觀念，使他成爲“革新官僚中”的先鋒人物，該官僚派系主張在日本引入計劃經濟與加强國家主義方針。

## 滿洲國
1931年9月，日本關東軍發動滿洲事變（九一八事變），奪取東北軍張學良控制的中華民國東北地方，後立大清末代皇帝溥儀為傀儡皇帝。滿洲國正職的閣員爲漢人或滿人，但次長均由日本人擔任，這些副手才是實質控制滿洲的統治者，也因此，名義上滿洲國是個主權獨立的國家，但實質上是日本殖民地。日本軍部打算利用滿洲的資源，將其變爲工業地帶以為母國日本輸送成果，實施强制工業化政策。為迎合軍部“國防業重心”的思想，滿洲國的工業發展中心完全集中於重工業發展，例如以製造輕武器、重武器的鋼鐵產業。
岸信介被認爲是滿洲國工業發展的主導者；他最初是作为農商省的一顆政治新星引起軍部的關注。其公開主張在經濟層面引入國家主義，呼籲應實施“工業合理化”消除資本競爭，由國家占據主導地位。這類論點廣受軍部的認可，因此在1935年，岸信介被任命为滿洲國產業次長及總務次長。軍部允諾，只要滿洲國工业增长，岸便可擁有最大權限。
1936年，連同主要官僚起草仿照蘇聯，起草滿洲國的“第一個五年計劃”旨在促进重工业發展，以大幅提高煤炭、钢铁、电力和军事用途武器的生产。為計劃能夠順利實施，岸改變了其先前由國家完全主導工業發展的想法，说服军方允许私人资本进入满洲国，表示如果全由日本政府支出滿洲國軍工業，則對國家財政狀況是一種負擔。為更好的施行五年計劃，滿洲國同日本當局在1937年成立公私合營的满洲重工業開發（MIDC）吸引了驚人52亿日元的私人投资，該投資項目的綜合超過日本國家財政收入的二十多億，是迄今爲止日本最大規模的投資项目。岸信介于MIDC安插了不少自己的人馬班底，如日产集团的创始人鲇川义介，後者是他的遠親及同學。

## 第二次世界大戰後
日本二战投降后，岸信介被視為甲級戰犯嫌疑犯，而被拘押於東京巢鸭监狱，調查長達3年半，但他未曾被东京军事法庭起诉。1948年在東條英機等七名甲級戰犯處絞的翌日，獲釋。有說法稱，因岸信介同意和美国政府合作，才换取了无罪釋放。美国中央情報局承认他的释放是因为他能帮助美国打压日本的左派势力，和他反共與親美的强烈倾向，而且他是“创造一个服从美国的日本”的最佳人选。
1950年代，岸信介当选日本众议院议员。1954年任日本民主党干事长，1955年任新成立的自民党干事长。1956年任石橋湛山内阁外务大臣。
1957年2月，石桥因病辞职，岸信介以外務大臣身份署理總理大臣，成為在戰爭期間與戰後從未離開日本政治權力中樞的政壇人物，亦成為自民黨最具權勢的政治人物。1957年6月2日，上臺僅3個月的岸信介訪問台灣，與蔣介石簽署「共同聲明」反攻大陸。岸信介大幅改組內閣，大量起用戰前右翼分子和黑社會人物。岸信介努力緩和與東南亞和南亞各國之間的緊張局面，為了避免韓戰的覆轍，他強調日美具有特殊關係。1958年6月，岸信介再次組閣，1960年1月19日，與美國簽訂新的美日安保條約（Treaty of Mutual Cooperation and Security between the United States and Japan)，以取代1951年9月8日美國與吉田茂在舊金山簽署的（舊）美日安保條約。

### 安保鬥爭
岸信介為了與美國修訂美日安保條約，激發了日本革新派（左派，以在野日本社會黨為首）與保守派（右派，以執政自民黨）兩派的大鬥爭。安保鬥爭是日本戰後最大規模的社會運動，並且是導致岸信介下台的主因。
1960年5月19日，日本眾議院要投票表決是否承認新的安保條約，但執政黨與在野黨之間一直沒有共識，會議從早上一直開到了半夜。在國會的外頭聚集多個抗爭團體，包括全學連，群眾越聚越多，抗議的聲音也越來越大。岸信介所領導的執政黨準備利用人數優勢，在投票時強行通關。反對黨的議員則佔領了主席台，不讓議長上台，盡全力抵制會議進行。當天晚上十點多，執政黨議長清瀨一郎，派出了五百名警察進入議場，強行趕走主要反對黨的議員，並且在他們缺席的情況下，宣布開會並進行投票。凌晨十二點多，改後的安保條約沒有經過辯論就通過口頭表決快速通過，這時已經是5月20日。按照日本法律規定，對外簽署的條約，只要眾議院表決通過，就算上一級的日本參議院尚未表決，30天後也會自動產生效力。岸信介準備在美國總統訪問日本時正式簽署。艾森豪原定6月21日到達東京，當天將在裕仁天皇的陪同下乘坐敞篷汽車進入市中心，日本政府計劃動員1.8萬名警察密集維安。
岸信介的行為激怒了日本民眾，甚至保守派報紙也呼籲他辭職，三名前首相石橋湛山、東久邇稔彥及片山哲公開呼籲岸信介下台，但岸本人沒有理會。憤怒的示威隊伍日以繼夜包圍國會大廈、美國大使館和東京首相官邸，日本各地的市心都出現了大規模抗議活動，「反對安保」、「打倒岸內閣」的口號聲此伏彼起。6月15日，左派示威人群集結在國會議事堂外，在場的黑社會分子對他們大打出手，衝突中大批民眾受傷，黑社會更是出動「機動隊」攻擊左派學生團體，結果東京大學左派學生領袖樺美智子死於這場衝突，三天之後，30萬左派民眾出現在東京街頭，高舉「為樺美智子報仇」的大標語牌，將反對和抗議運動更升一級。6月19日午夜，安保條約最終還是簽署，自民黨和華府都鬆了一口氣，日本政府為了緩和內部混亂，只好請託艾森豪推辭訪問日本。6月23日，岸信介在内阁会议上表明辞意以对混乱形势负责。
7月14日，岸信介参加自民党新任总裁池田勇人招待会時，被右翼团体“大化会”成员荒牧退助刺伤。7月19日，岸信介内阁总辞，結束三年半執政。

## 跟台湾的關係

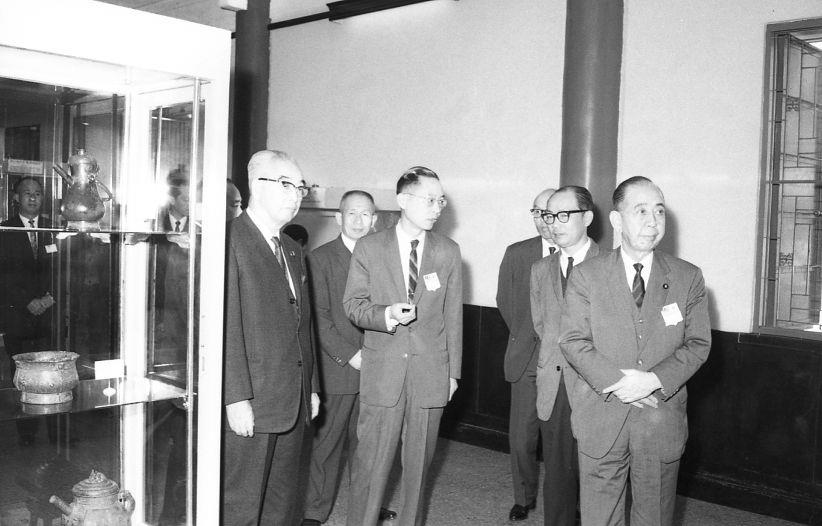
1964年12月日本前首相岸信介參觀台北國立歷史博物館

岸信介與中華民國總統蔣介石關係密切，1954年秘密成立反共聯盟，並在1957年就任首相三個月後訪問台灣，並與蔣中正會談組織了日華合作委員會。
1986年9月，為紀念蔣介石百歲冥誕，日本一批政治元老和工商巨頭，由他牽頭下，在日本東京發起成立蔣公遺德顯彰會。初創成員高達6,000餘人，包括岸信介、灘尾弘吉等人。10月下旬，遺德彰顯會在日本名古屋舉行首屆紀念大會，名人政要雲集，場面頗為壯觀。而岸信介更在「蔣公遺德顯彰會」蔣中正畫像前，高舉酒杯祝「中日兩國友誼永固」。
日本人古沢襄亦撰文稱在越南战争之时，岸信介一个名片就能见到蒋中正和蒋经国二人。。
其實岸信介對蔣介石並不照單全收，根據安倍晉三在送別從1960年代開始長期在日本推動台灣獨立的台灣學者許世楷時表示，其外祖父岸信介曾拒絕蔣介石提出將許世楷引渡到臺灣的要求，若他外祖父當時答應，就不會有後來的許世楷。
民主進步黨創黨元老黃信介，本名黃金龍，因仰慕岸信介而改名「信介」。

## 晚年
辭去首相職務後，岸信介定居在靜岡縣御殿場市的宅邸，因其政商界人脈廣闊，在政界仍保持影響力。1967年為自己的女婿安倍晉太郎在第31屆日本眾議院議員總選舉的山口縣選區助選，使其順利當選。
1987年（昭和62年）8月7日於東京醫大醫院逝世，享耆壽90歲。身後葬於家鄉山口縣田布施町以及靜岡縣駿東郡小山町的富士靈園。

## 荣誉

### 位階
- 1940年（昭和15年）10月15日 - 從四位[21]
- 1943年（昭和18年）11月15日 - 正三位[22]

### 日本勲章獎章
- 1934年（昭和9年）4月 -  勲五等瑞寶章·從軍記章
- 1967年（昭和42年）4月29日 -  勲一等旭日桐花大綬章（日语：勲一等旭日桐花大綬章）
- 1987年（昭和62年）8月7日 -  大勲位菊花大綬章（追授）

### 外国勋章奖章
- 1942年（昭和17年）7月6日 - 國境事變從軍記章（滿洲國）[23]
- 1959年（昭和34年）8月5日 -  阿茲特克之鷹勳章（英语：Order of the Aztec Eagle）（墨西哥）
- 1960年（昭和35年） -  德意志聯邦共和國一級大十字勳章 （西德）
- 1969年（昭和44年）11月19日 -  卿雲勳章（中華民國）
- 修交勋章光化章（韩国，1970年6月18日[24]）
- 1979年（昭和54年）8月28日 - 聯合國和平獎章（英语：United Nations Peace Medal）[25][26]。

## 著作
自著
- 《日本战時经济的进程》（『日本戦時経済の進む途』）（研進社、1942年）
- 《二十世紀的领导者们》（『二十世紀のリーダーたち』）（产经出版、1982年）
- 《岸信介回顧録――保守合同与安保改定》（『岸信介回顧録――保守合同と安保改定』）（廣济堂出版、1983年）、ISBN 433150171X
- 《我的青春――成长之记·回忆之记》（『我が青春――生い立ちの記・思い出の記』）（廣济堂出版、1983年）、ISBN 4331501728
- 《保守政权的栋梁 我的履历书（日语：私の履歴書）》 日本经济新聞出版社（日语：日本経済新聞出版社）〈日経ビジネス人文庫〉、2007年。新編再刊

共著・共編著
- 南正樹、星野直樹、栗栖赳夫（日语：栗栖赳夫）. . 現代法学全集(23). 日本評論社（日语：日本評論社）. 1928.

- 矢次一夫（日语：矢次一夫）、伊藤隆. . 文藝春秋. 1981.文春学藝书库（文庫版）、2014年10月
- 原彬久（日语：原彬久）. . 毎日新聞社. 2003. ISBN 978-4620316222.中公文庫、2014年11月
- 《岸信介 最後的回想　其生涯与60年安保》（『岸信介 最後の回想　その生涯と60年安保』） 记录加地悦子、加瀬英明（日语：加瀬英明）監修、勉誠出版、2016年7月
- 《耐雪―岸信介幽窗的詩歌集》（『耐雪―岸信介幽窗の詩歌集』）（山口県）田布施町郷土館 研究紀要別冊 2001年

其他
- 《展望青年》（『青年に望む』） - 自民党发行的小册子
- 《日本的前途与安保条约》（『日本の進路と安保条約』） - 自民党发行的小册子

- 《官场政界六十年——岸信介回忆录》，中文版1981商务印书馆

## 家族
- 生父：佐藤秀助，生母：佐藤茂世。
  - 兄：佐藤市郎（日语：佐藤市郎）
  - 弟：佐藤榮作
- 养父、伯父：岸信政。
  - 妻子、堂妹：岸良子。
    - 長子：岸信和（日语：岸信和），妻子仲子。
    - 長女：岸洋子，丈夫安倍晋太郎。
      - 长男：安倍寬信（日语：安倍寛信）
      - 次男：安倍晋三，妻子安倍昭惠
      - 三男：岸信夫
        - 长男：岸信千世

### 系谱
| 佐藤信寬      | 佐藤信寬      | 佐藤信寬      | 佐藤信寬      | 佐藤信寬      | 佐藤信寬      |  |  |  |  |  |  | 岸要藏 （） | 岸要藏 （） | 岸要藏 （） | 岸要藏 （） | 岸要藏 （） | 岸要藏 （） |  |  |  |  |  |  |          |          |          |          |          |          |  |  |  |  |  |  |               |               |               |               |               |               |  |  |  |  |  |  |  |  |  |  |  |  |  |  |  |  |
| 佐藤信寬      | 佐藤信寬      | 佐藤信寬      | 佐藤信寬      | 佐藤信寬      | 佐藤信寬      |  |  |  |  |  |  | 岸要藏 （） | 岸要藏 （） | 岸要藏 （） | 岸要藏 （） | 岸要藏 （） | 岸要藏 （） |  |  |  |  |  |  |          |          |          |          |          |          |  |  |  |  |  |  |               |               |               |               |               |               |  |  |  |  |  |  |  |  |  |  |  |  |  |  |  |  |
| 佐藤信彥 （） | 佐藤信彥 （） | 佐藤信彥 （） | 佐藤信彥 （） | 佐藤信彥 （） | 佐藤信彥 （） |  |  |  |  |  |  | 岸信祐      | 岸信祐      | 岸信祐      | 岸信祐      | 岸信祐      | 岸信祐      |  |  |  |  |  |  |          |          |          |          |          |          |  |  |  |  |  |  |               |               |               |               |               |               |  |  |  |  |  |  |  |  |  |  |  |  |  |  |  |  |
| 佐藤信彥 （） | 佐藤信彥 （） | 佐藤信彥 （） | 佐藤信彥 （） | 佐藤信彥 （） | 佐藤信彥 （） |  |  |  |  |  |  | 岸信祐      | 岸信祐      | 岸信祐      | 岸信祐      | 岸信祐      | 岸信祐      |  |  |  |  |  |  |          |          |          |          |          |          |  |  |  |  |  |  |               |               |               |               |               |               |  |  |  |  |  |  |  |  |  |  |  |  |  |  |  |  |
|               |               |               |               |               |               |  |  |  |  |  |  |             |             |             |             |             |             |  |  |  |  |  |  |          |          |          |          |          |          |  |  |  |  |  |  |               |               |               |               |               |               |  |  |  |  |  |  |  |  |  |  |  |  |  |  |  |  |
| 佐藤茂世      | 佐藤茂世      | 佐藤茂世      | 佐藤茂世      | 佐藤茂世      | 佐藤茂世      |  |  |  |  |  |  | 佐藤秀助    | 佐藤秀助    | 佐藤秀助    | 佐藤秀助    | 佐藤秀助    | 佐藤秀助    |  |  |  |  |  |  | 岸信政   | 岸信政   | 岸信政   | 岸信政   | 岸信政   | 岸信政   |  |  |  |  |  |  |               |               |               |               |               |               |  |  |  |  |  |  |  |  |  |  |  |  |  |  |  |  |
| 佐藤茂世      | 佐藤茂世      | 佐藤茂世      | 佐藤茂世      | 佐藤茂世      | 佐藤茂世      |  |  |  |  |  |  | 佐藤秀助    | 佐藤秀助    | 佐藤秀助    | 佐藤秀助    | 佐藤秀助    | 佐藤秀助    |  |  |  |  |  |  | 岸信政   | 岸信政   | 岸信政   | 岸信政   | 岸信政   | 岸信政   |  |  |  |  |  |  |               |               |               |               |               |               |  |  |  |  |  |  |  |  |  |  |  |  |  |  |  |  |
|               |               |               |               |               |               |  |  |  |  |  |  |             |             |             |             |             |             |  |  |  |  |  |  |          |          |          |          |          |          |  |  |  |  |  |  |               |               |               |               |               |               |  |  |  |  |  |  |  |  |  |  |  |  |  |  |  |  |
|               |               |               |               |               |               |  |  |  |  |  |  |             |             |             |             |             |             |  |  |  |  |  |  |          |          |          |          |          |          |  |  |  |  |  |  |               |               |               |               |               |               |  |  |  |  |  |  |  |  |  |  |  |  |  |  |  |  |
| 佐藤荣作      | 佐藤荣作      | 佐藤荣作      | 佐藤荣作      | 佐藤荣作      | 佐藤荣作      |  |  |  |  |  |  | 岸信介      | 岸信介      | 岸信介      | 岸信介      | 岸信介      | 岸信介      |  |  |  |  |  |  | 岸良子   | 岸良子   | 岸良子   | 岸良子   | 岸良子   | 岸良子   |  |  |  |  |  |  | 安倍寬        | 安倍寬        | 安倍寬        | 安倍寬        | 安倍寬        | 安倍寬        |  |  |  |  |  |  |  |  |  |  |  |  |  |  |  |  |
| 佐藤荣作      | 佐藤荣作      | 佐藤荣作      | 佐藤荣作      | 佐藤荣作      | 佐藤荣作      |  |  |  |  |  |  | 岸信介      | 岸信介      | 岸信介      | 岸信介      | 岸信介      | 岸信介      |  |  |  |  |  |  | 岸良子   | 岸良子   | 岸良子   | 岸良子   | 岸良子   | 岸良子   |  |  |  |  |  |  | 安倍寬        | 安倍寬        | 安倍寬        | 安倍寬        | 安倍寬        | 安倍寬        |  |  |  |  |  |  |  |  |  |  |  |  |  |  |  |  |
|               |               |               |               |               |               |  |  |  |  |  |  |             |             |             |             |             |             |  |  |  |  |  |  |          |          |          |          |          |          |  |  |  |  |  |  |               |               |               |               |               |               |  |  |  |  |  |  |  |  |  |  |  |  |  |  |  |  |
|               |               |               |               |               |               |  |  |  |  |  |  |             |             |             |             |             |             |  |  |  |  |  |  |          |          |          |          |          |          |  |  |  |  |  |  |               |               |               |               |               |               |  |  |  |  |  |  |  |  |  |  |  |  |  |  |  |  |
| 佐藤信二      | 佐藤信二      | 佐藤信二      | 佐藤信二      | 佐藤信二      | 佐藤信二      |  |  |  |  |  |  | 岸信和      | 岸信和      | 岸信和      | 岸信和      | 岸信和      | 岸信和      |  |  |  |  |  |  | 安倍洋子 | 安倍洋子 | 安倍洋子 | 安倍洋子 | 安倍洋子 | 安倍洋子 |  |  |  |  |  |  | 安倍晋太郎    | 安倍晋太郎    | 安倍晋太郎    | 安倍晋太郎    | 安倍晋太郎    | 安倍晋太郎    |  |  |  |  |  |  |  |  |  |  |  |  |  |  |  |  |
| 佐藤信二      | 佐藤信二      | 佐藤信二      | 佐藤信二      | 佐藤信二      | 佐藤信二      |  |  |  |  |  |  | 岸信和      | 岸信和      | 岸信和      | 岸信和      | 岸信和      | 岸信和      |  |  |  |  |  |  | 安倍洋子 | 安倍洋子 | 安倍洋子 | 安倍洋子 | 安倍洋子 | 安倍洋子 |  |  |  |  |  |  | 安倍晋太郎    | 安倍晋太郎    | 安倍晋太郎    | 安倍晋太郎    | 安倍晋太郎    | 安倍晋太郎    |  |  |  |  |  |  |  |  |  |  |  |  |  |  |  |  |
|               |               |               |               |               |               |  |  |  |  |  |  |             |             |             |             |             |             |  |  |  |  |  |  |          |          |          |          |          |          |  |  |  |  |  |  |               |               |               |               |               |               |  |  |  |  |  |  |  |  |  |  |  |  |  |  |  |  |
|               |               |               |               |               |               |  |  |  |  |  |  |             |             |             |             |             |             |  |  |  |  |  |  |          |          |          |          |          |          |  |  |  |  |  |  |               |               |               |               |               |               |  |  |  |  |  |  |  |  |  |  |  |  |  |  |  |  |
|               |               |               |               |               |               |  |  |  |  |  |  | 岸信夫      | 岸信夫      | 岸信夫      | 岸信夫      | 岸信夫      | 岸信夫      |  |  |  |  |  |  | 安倍晋三 | 安倍晋三 | 安倍晋三 | 安倍晋三 | 安倍晋三 | 安倍晋三 |  |  |  |  |  |  | 安倍寬信      | 安倍寬信      | 安倍寬信      | 安倍寬信      | 安倍寬信      | 安倍寬信      |  |  |  |  |  |  |  |  |  |  |  |  |  |  |  |  |
|               |               |               |               |               |               |  |  |  |  |  |  | 岸信夫      | 岸信夫      | 岸信夫      | 岸信夫      | 岸信夫      | 岸信夫      |  |  |  |  |  |  | 安倍晋三 | 安倍晋三 | 安倍晋三 | 安倍晋三 | 安倍晋三 | 安倍晋三 |  |  |  |  |  |  | 安倍寬信      | 安倍寬信      | 安倍寬信      | 安倍寬信      | 安倍寬信      | 安倍寬信      |  |  |  |  |  |  |  |  |  |  |  |  |  |  |  |  |
|               |               |               |               |               |               |  |  |  |  |  |  |             |             |             |             |             |             |  |  |  |  |  |  |          |          |          |          |          |          |  |  |  |  |  |  |               |               |               |               |               |               |  |  |  |  |  |  |  |  |  |  |  |  |  |  |  |  |
| 岸智弘        | 岸智弘        | 岸智弘        | 岸智弘        | 岸智弘        | 岸智弘        |  |  |  |  |  |  | 岸信千世    | 岸信千世    | 岸信千世    | 岸信千世    | 岸信千世    | 岸信千世    |  |  |  |  |  |  |          |          |          |          |          |          |  |  |  |  |  |  | 安倍寬人 （） | 安倍寬人 （） | 安倍寬人 （） | 安倍寬人 （） | 安倍寬人 （） | 安倍寬人 （） |  |  |  |  |  |  |  |  |  |  |  |  |  |  |  |  |

## 脚注
1. ↑  1885年內閣總理大臣一職創建以來，至2020年，山口县共出現九位總理大臣，包括：伊藤博文、山縣有朋、桂太郎、寺內正毅、田中義一、岸信介、佐藤榮作、安倍晉三、菅直人，居各都道府縣之冠。
2. ↑  「宰相」是對內閣總理大臣的雅稱。岸信介與佐藤榮作都曾任日本總理大臣，因此家族在日本有「一家三宰相」之稱。

## 書籍
- 比克斯, 赫伯特. . 紐約: 哈珀柯林斯. 2000. ISBN 978-0060193140.

- 德里斯科, 馬克. . 达勒姆: 杜克大学. 2010.

- Maiolo, Joseph. . New York: Basic Books. 2010. ISBN 978-0-465-01114-8.

- Mimura, Janis. . Ithaca, New York: Cornell University Press. 2011. ISBN 978-0801449260.

- Kapur, Nick. . Cambridge, Massachusetts: Harvard University Press. 2018  [2022-04-03]. （原始内容存档于2020-12-16）.

| 日本國                                           |                                                   |                   |
| 官衔                                             |                                                   |                   |
| 內閣                                             |                                                   |                   |
| 前任： 自己（代理）                              | 內閣總理大臣 1957年2月25日－1960年7月19日         | 繼任： 池田勇人   |
| 前任： 石橋湛山                                  | 內閣總理大臣（代理） 1957年1月31日－1957年2月25日 | 繼任： 自己       |
| 防衛廳                                           |                                                   |                   |
| 前任： 石橋湛山                                  | 防衛廳長官（代理） 1957年1月31日－1957年2月2日    | 繼任： 小瀧彬     |
| 外務省                                           |                                                   |                   |
| 前任： 石橋湛山                                  | 外務大臣 1956年12月23日－1957年7月10日            | 繼任： 藤山愛一郎 |
| 議會席位                                         |                                                   |                   |
| 眾議院                                           |                                                   |                   |
| 議員（山口縣第2區） 1953年4月19日－1979年9月7日  |                                                   |                   |
| 政党职务                                         |                                                   |                   |
| 自由民主黨                                       |                                                   |                   |
| 前任： 石橋湛山                                  | 總裁 1957年3月21日－1960年7月14日                 | 繼任： 池田勇人   |
| 前任： 職位創建                                  | 幹事長 1955年11月15日－1956年12月14日             | 繼任： 三木武夫   |
| 日本民主黨                                       |                                                   |                   |
| 前任： 職位創建                                  | 幹事長 1954年1月24日－1955年11月15日              | 繼任： 職位廢止   |
| 大日本帝國                                       |                                                   |                   |
| 官衔                                             |                                                   |                   |
| 內閣                                             |                                                   |                   |
| 國務大臣 1943年10月8日－1944年7月22日            |                                                   |                   |
| 軍需省                                           |                                                   |                   |
| 前任： 鹽原時三郎                                | 電力局長 1944年4月11日－1944年4月19日             | 繼任： 荒木萬壽夫 |
| 前任： 職位創建                                  | 非鐵金屬局長 1943年11月1日－1943年11月13日        | 繼任： 加賀山一   |
| 前任： 職位創建                                  | 軍需次官 1943年11月1日－1944年7月22日             | 繼任： 椎名悦三郎 |
| 商工省                                           |                                                   |                   |
| 前任： 左近司政三                                | 商工大臣 1941年10月18日－1943年10月8日            | 繼任： 東條英機   |
| 前任： 村瀨直養                                  | 商工次官 1939年10月19日－1941年1月4日             | 繼任： 小島新一   |
| 議會席位                                         |                                                   |                   |
| 眾議院                                           |                                                   |                   |
| 議員（山口縣第2區） 1942年4月30日－1943年10月8日 |                                                   |                   |
| 大滿洲帝國                                       |                                                   |                   |
| 官衔                                             |                                                   |                   |
| 國務院                                           |                                                   |                   |
| 總務廳次長 1939年3月22日－1939年10月19日         |                                                   |                   |
| 產業部                                           |                                                   |                   |
| 前任： 職位創建                                  | 次長 1937年7月1日－1939年8月1日                   | 繼任： 柏村稔三   |
| 實業部                                           |                                                   |                   |
| 前任： 高橋康順                                  | 總務司長 1936年10月8日－1937年6月30日             | 繼任： 職位廢止   |